# Anna Gerhardt
Anna Gerhardt (* 17. April 1998 in Würselen) ist eine deutsche Fußballspielerin. Die Mittelfeldspielerin steht beim 1. FC Köln unter Vertrag.

## Karriere

### Vereine
Gerhardt, die beim SC Kreuzau 05 aus der gleichnamigen Gemeinde im Kreis Düren das Fußballspielen erlernt hatte, wechselte elfjährig in die Jugendabteilung des 1. FC Köln. Nachdem sie sämtliche Altersklassen durchlaufen hatte, rückte sie zur Saison 2014/15 in die erste Mannschaft auf. Am 21. September 2014 (3. Spieltag) bestritt sie beim 1:0-Sieg über den 1. FFC Montabaur, mit der Einwechslung für Rachel Rinast in der 46. Minute, ihr erstes von 19 Punktspielen im Seniorenbereich. Darüber hinaus kam sie auch zu ihren ersten Einsätzen im DFB-Pokal-Wettbewerb.
Als unangefochtener Meister der 2. Bundesliga Süd gelang ihr mit der Mannschaft zur Saison 2015/16 der Aufstieg in die Bundesliga. Am 30. August 2015 (1. Spieltag) gab sie bei der 2:6-Niederlage im Auswärtsspiel gegen Werder Bremen ihr Debüt und erzielte mit dem Treffer zum 2:0 sogleich ihr erstes Bundesligator. Nach dem Abstieg ihrer Mannschaft verpflichtete sie der Deutsche Meister FC Bayern München für die Saison 2016/17 und stattete sie mit einem bis zum 30. Juni 2018 gültigen Vertrag aus. Ihr Pflichtspieldebüt gab sie am 4. September 2016 (2. Spieltag) beim 2:0-Sieg der zweiten Mannschaft im Heimspiel gegen den TSV Crailsheim. Ihr Bundesligadebüt für die erste Mannschaft gab sie am 25. September 2016 (3. Spieltag) bei  1:2-Niederlage im Heimspiel gegen den VfL Wolfsburg mit Einwechslung für Stefanie van der Gragt in der 66. Minute. Ihr erstes Bundesligator für den FC Bayern München erzielte sie am 10. Mai 2017 (20. Spieltag) beim 3:0-Sieg im Auswärtsspiel gegen Borussia Mönchengladbach mit dem Treffer zum 2:0 in der 60. Minute. Ihre Vertragslaufzeit wurde am 19. Dezember 2017 vorzeitig bis zum 30. Juni 2019 verlängert. Zur Saison 2019/20 wurde sie vom Ligakonkurrenten 1. FFC Turbine Potsdam verpflichtet, den sie mit Ablauf der Saison 2022/23 verlässt. Sie kehrt ablösefrei zum 1. FC Köln zurück, mit dem sie einen bis zum 30. Juni 2025 datierten Vertrag unterzeichnete.

### Nationalmannschaft
Ihr Debüt im Nationaltrikot gab sie in der U-15-Nationalmannschaft, die am 30. Oktober 2012 die Auswahl Schottlands mit 3:1 bezwang. Mit der U-16-Nationalmannschaft gewann sie den vom 4. bis 9. Juli in Schweden ausgetragenen Wettbewerb um den Nordic Cup, wobei sie alle vier Turnierspiele bestritt.
Am 30. August 2014 gab sie im Rahmen des Vier-Nationen-Cups in Österreich bei der 1:2-Niederlage gegen die Auswahl des Gastgebers ihr Debüt für die U-17-Nationalmannschaft und erzielte mit dem Anschlusstreffer in der 79. Minute ihr erstes Länderspieltor. 2015 qualifizierte sie sich mit dieser Mannschaft für die Europameisterschaft auf Island und erreichte dort das Halbfinale, das die Mannschaft mit 0:1 gegen die Schweizer Auswahl verlor. Im August 2015 wurde sie von Trainerin Maren Meinert für die erste Qualifikationsrunde zur Europameisterschaft 2016 erstmals in den Kader der U-19-Nationalmannschaft berufen. Ihr Debüt in dieser Auswahlmannschaft gab sie am 15. September 2015 in Szombathely beim 2:0-Sieg über die Auswahl Ungarns über 90 Minuten. In der U-20-Nationalmannschaft debütierte sie am 17. September 2016 bei der 0:1-Niederlage gegen die schwedische Auswahl mit Einwechslung für Pia-Sophie Wolter zur zweiten Halbzeit.

## Sonstiges
Anna Gerhardt besuchte das Gymnasium der Gemeinde Kreuzau. Ihr älterer Bruder Yannick Gerhardt spielt seit der Saison 2016/17 beim Bundesligisten VfL Wolfsburg.

## Erfolge
- Meister 2. Bundesliga Süd 2015 und Aufstieg in die Bundesliga (mit dem 1. FC Köln)
- Nordic-Cup-Siegerin 2014 (mit den U-16-Juniorinnen des DFB)
- DFB-Pokal-Finalist 2018

## Auszeichnungen
- Preisträgerin der Fritz-Walter-Medaille 2016 in Silber